# دهنو مقدسي (والانجرد)
دهنو مقدسي (بالفارسية: ده‌نو مقدسی) هي مستوطنة تقع في إيران في قسم والانجرد الريفي. يقدر عدد سكانها بـ 956 نسمة .